# London Town (singolo Wings)
London Town è la title track dell'omonimo album dei Wings del 1978.

## Il brano
Composta da Paul McCartney e Denny Laine a Perth (Australia) durante il Wings Over the World Tour del 1975, il pezzo venne suonato dall'incarnazione del gruppo nella quale figuravano anche Linda Eastman, Jimmy McCulloch e Joe English. La canzone venne registrata agli Abbey Road Studios di Londra in una data fra il 7 febbraio ed il 31 marzo del 1977; buona parte delle tracce dell'LP London Town venne incisa nel maggio successivo in uno yacht presso le isole Vergini: infatti, in quel periodo ci furono solo altri due brani registrati: Deliver Your Children (risalente alle sessioni dell'album Venus and Mars) e Girl's School, b-side del singolo di grande successo Mull of Kintyre. Brano registrato in un solo nastro, Macca vi suona il gizmo, uno strumento musicale inventato da Kevin Godley e Lawrence "Lol" Creme, ex-membri dei 10cc. Il 26 agosto 1978, London Town venne pubblicata su un 45 giri (b-side: I'm Carrying) dalla Parlophone con il numero di serie R 6021; il singolo era stato pubblicato molto tempo dopo l'LP, commercializzato dalla stessa etichetta il 31 marzo, quasi cinque mesi prima. Infatti, non fu un successo: nel Regno Unito entrò in classifica il 9 settembre, arrivò ad una scarsa 60ª posizione e scomparve dalle classifiche dopo sole quattro settimane di permanenza; in America andò leggermente meglio: il singolo giunse alla 39ª posizione di Billboard Hot 100 negli Stati Uniti ed in Canada alla 43ª della RPM 100 Singles. Il flop si notò particolarmente in patria, ove il primo singolo estratto London Town, pubblicato prima del 33 giri, il 23 marzo, With a Little Luck era alla 5ª posizione; già il secondo, I've Had Enough, era diventato una hit minore da 42°, ed era stato pubblicato due mesi prima.